# Koronás cinege
A koronás cinege (Parus xanthogenys) a verébalakúak (Passeriformes) rendjébe, ezen belül a cinegefélék (Paridae) családjába tartozó kis termetű, 13-14 centiméter hosszú madárfaj. Részben a Himalájában él, Pakisztán, Kína, India, Nepál területén, részben a magas hegyvidéktől délre, India középső és nyugati részén. Alapvetően rovarokkal, pókokkal táplálkozik, de gyümölcsöket is fogyaszt. A Himalájában márciustól júniusig költ, júliustól októberig India középső részén, júniustól novemberig annak nyugati részén. Költési periódusban a magasabb vidékeket kedveli. Faodúkban fészkel.

## Alfajai
Három alfaja ismert: a P. x. xanthogenys (Vigors, 1831, 1850) a Himalájában él, a P. x. aplonotus (Blyth, 1847) India középső részén, a P. x. travancoreensis (Whistler & Kinnear, 1932) pedig India nyugati részein.